# 153 Hilda
A 153 Hilda egy kisbolygó a Naprendszerben. Johann Palisa fedezte fel 1875. november 2-án.